# Drygały (przystanek kolejowy)
Drygały – przystanek kolejowy, niegdyś stacja kolejowa w Drygałach, w woj. warmińsko-mazurskim, w pow. piskim, w Polsce.

## Ruch pasażerski
| Rok  | Wymiana pasażerska na dobę |
| ---- | -------------------------- |
| 2017 | 0-9                        |
| 2022 | 20-49                      |

W ramach prac modernizacyjnych na linii kolejowej nr 219 przewidziane jest uruchomienie mijanki z przystankiem osobowym. Całość prac miałaby się zakończyć w maju 2020 roku.
Budynek dworca zaadaptowany na cele mieszkalne. W gminnej ewidencji zabytków widnieją budynki zespołu stacji: dworzec – nr 7, magazyn – szalet, dom pracowników kolejowych – nr 9, magazyn spedycji kolejowej.